# 桑丘·潘薩
桑丘·潘薩（西班牙語：Sancho Panza）是塞凡提斯小說《唐吉訶德》中的虛構人物，主角唐吉訶德忠實的隨從，追隨唐吉訶德歷經了許多冒險。

## 角色
桑丘·潘薩是西班牙拉曼查地區一個已婚的農民，育有一子一女，頭腦簡單、老實，懂得許多諺語。唐吉訶德在第一次出外歷險失敗後，便設法說服桑丘追隨他，宣稱若奪得島嶼便讓桑丘當總督，桑丘信以為真，騎著家中的毛驢追隨唐吉訶德。沿路上，桑丘多次試圖阻止唐吉訶德各種魯莽的行動（如攻擊風車、羊群），但總是徒勞無功。
在《唐吉訶德》下卷，唐吉訶德與桑丘主僕二人成為公爵與公爵夫人捉弄的對象，公爵夫人假意讓桑丘擔任某個海島的總督，實現了他的憧憬。桑丘擔任總督期間，出乎意料地對各種案件做出公平的判決，但他經常遭到旁人捉弄，最終只好棄官離去，回到唐吉訶德身邊。在唐吉訶德於家中病逝時，桑丘亦陪伴在他身旁。

## 圖像

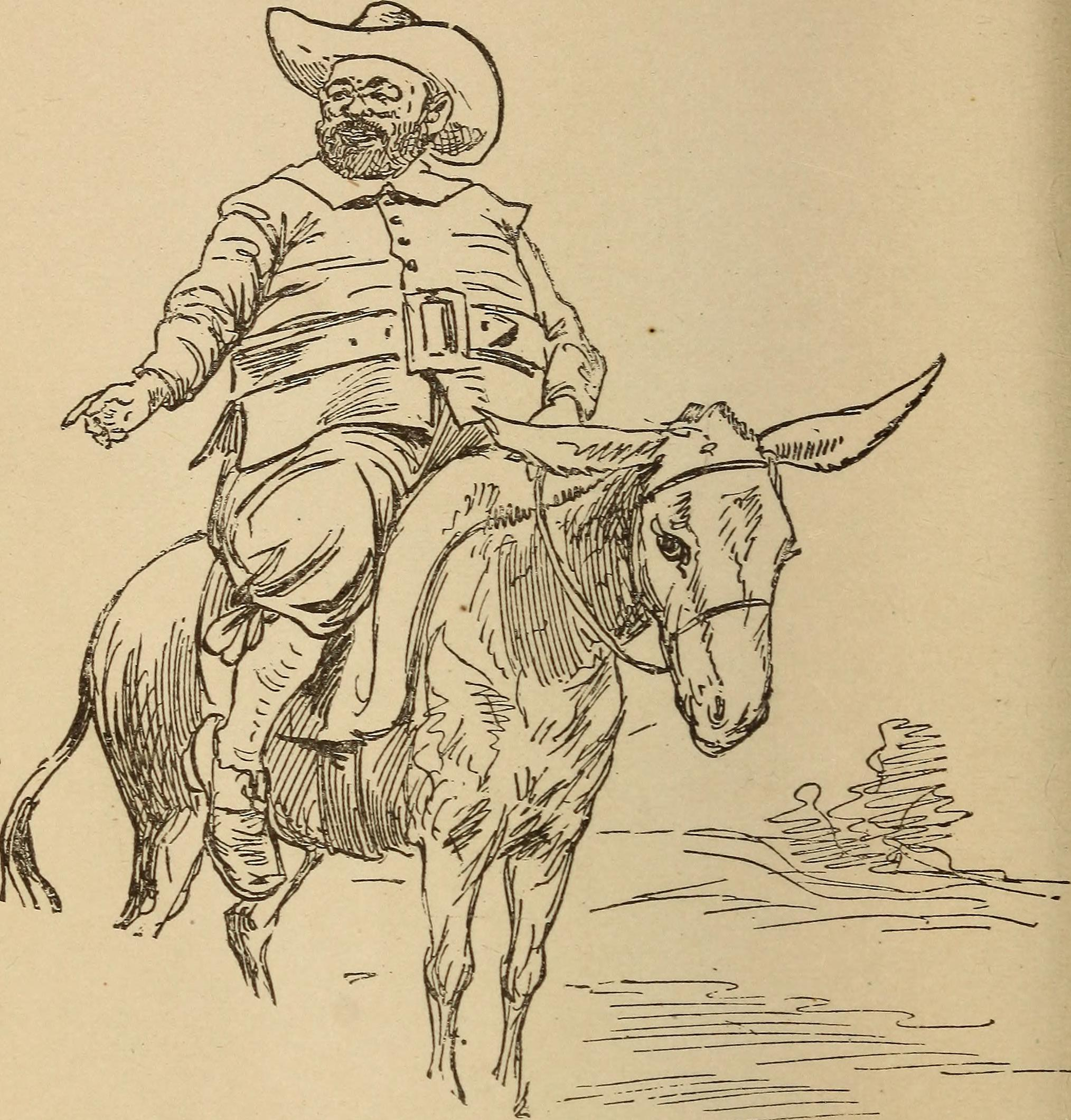
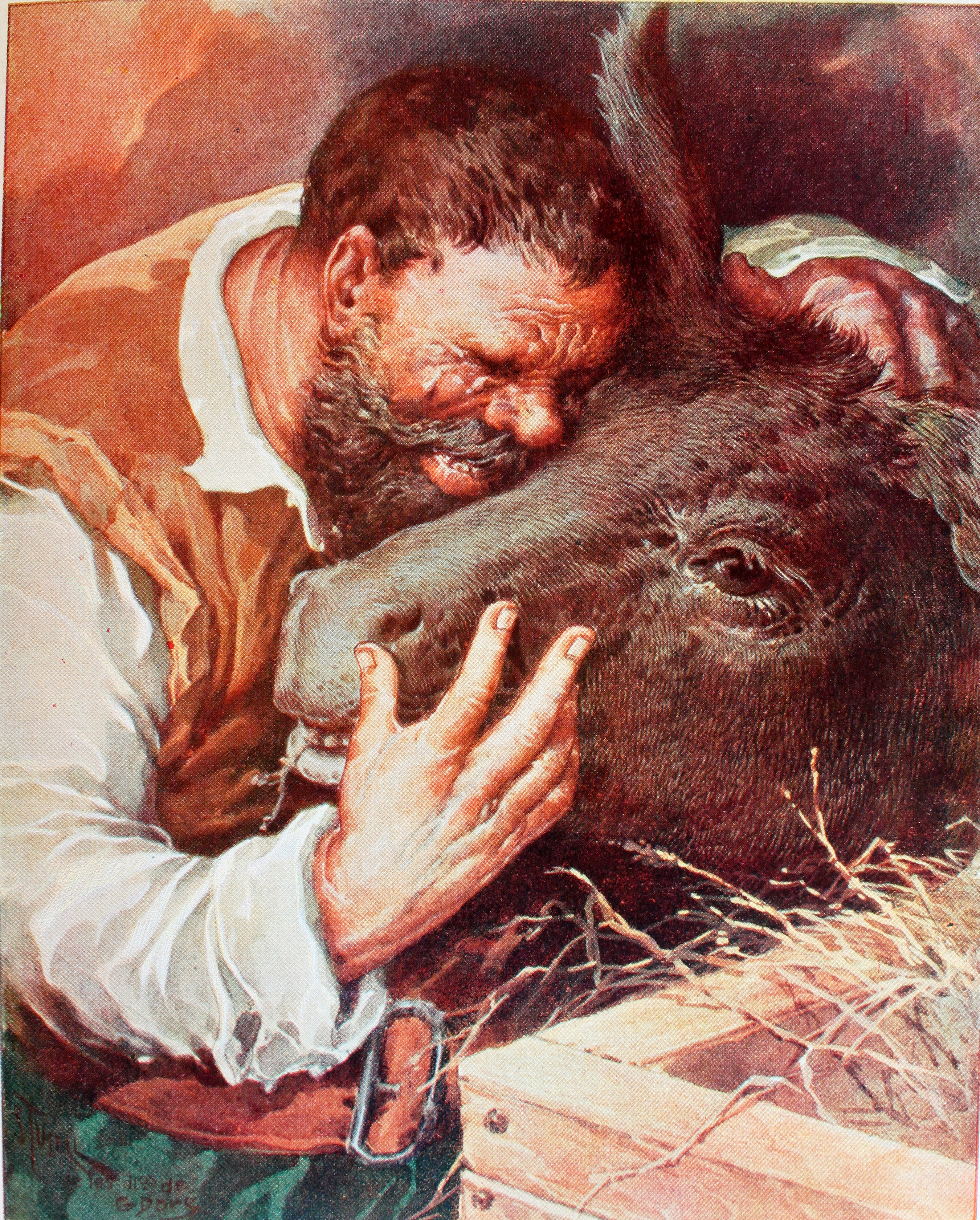
桑丘·潘薩抱著他的毛驢。
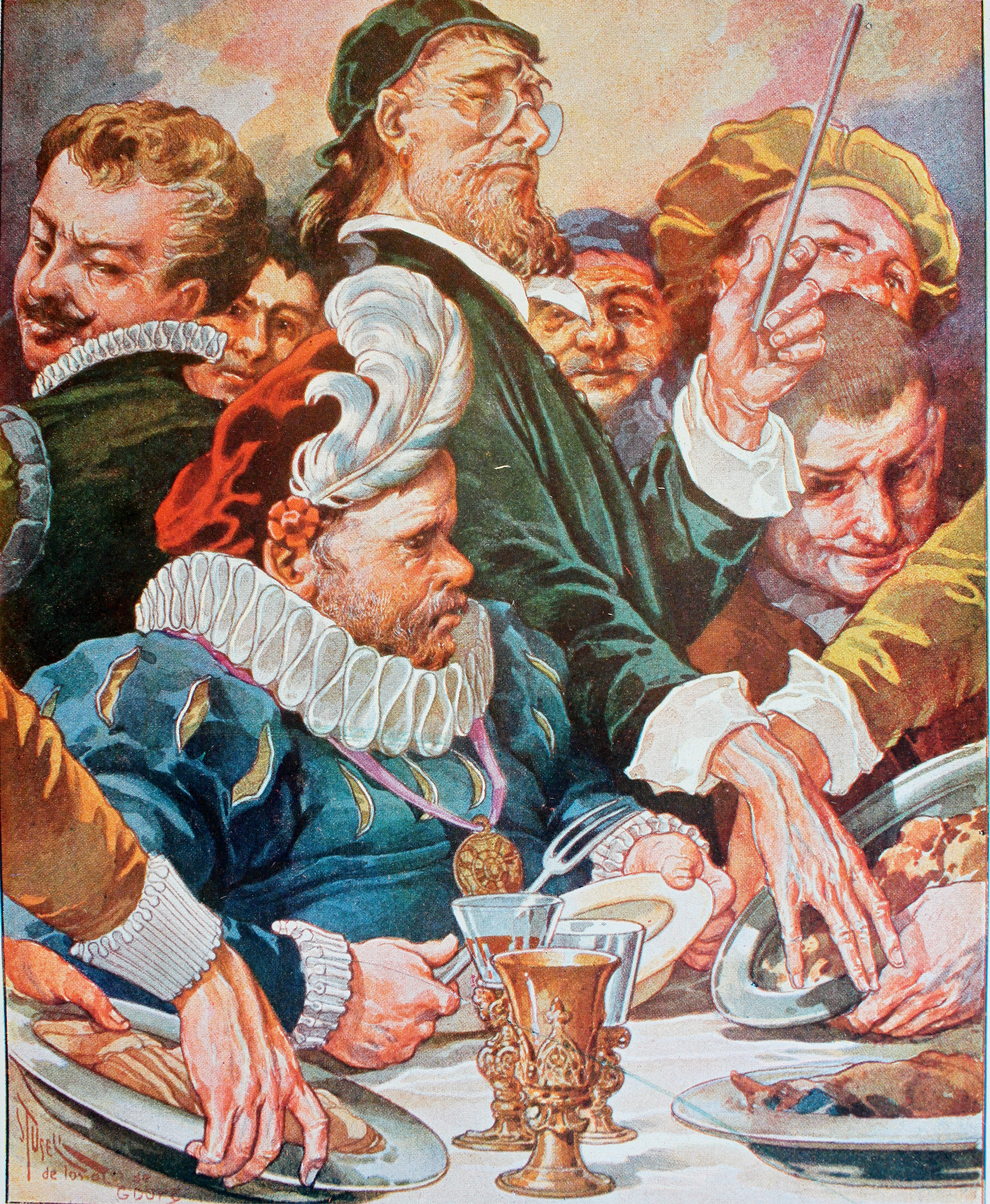
當上總督後的桑丘·潘薩被醫生限制進食。
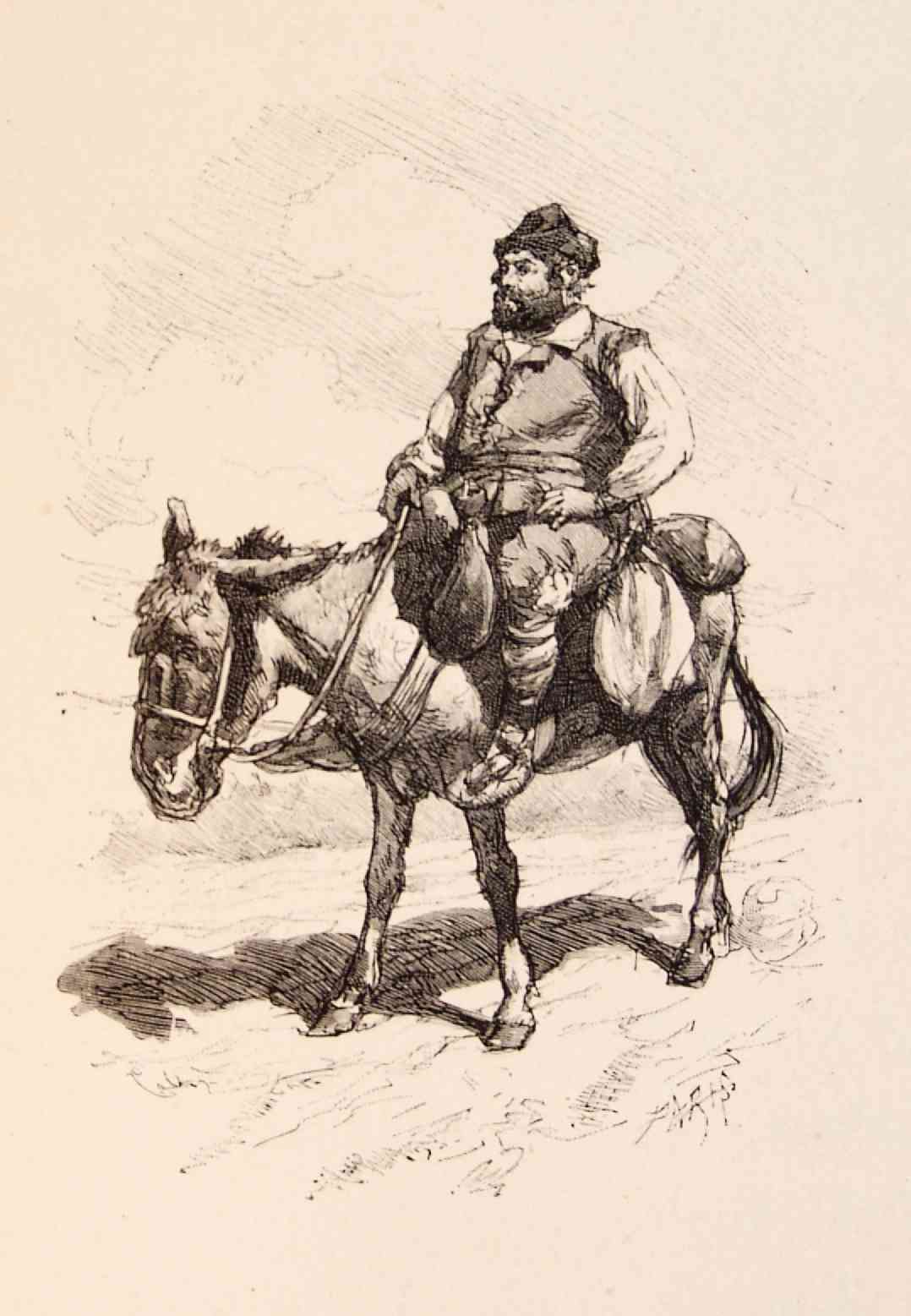
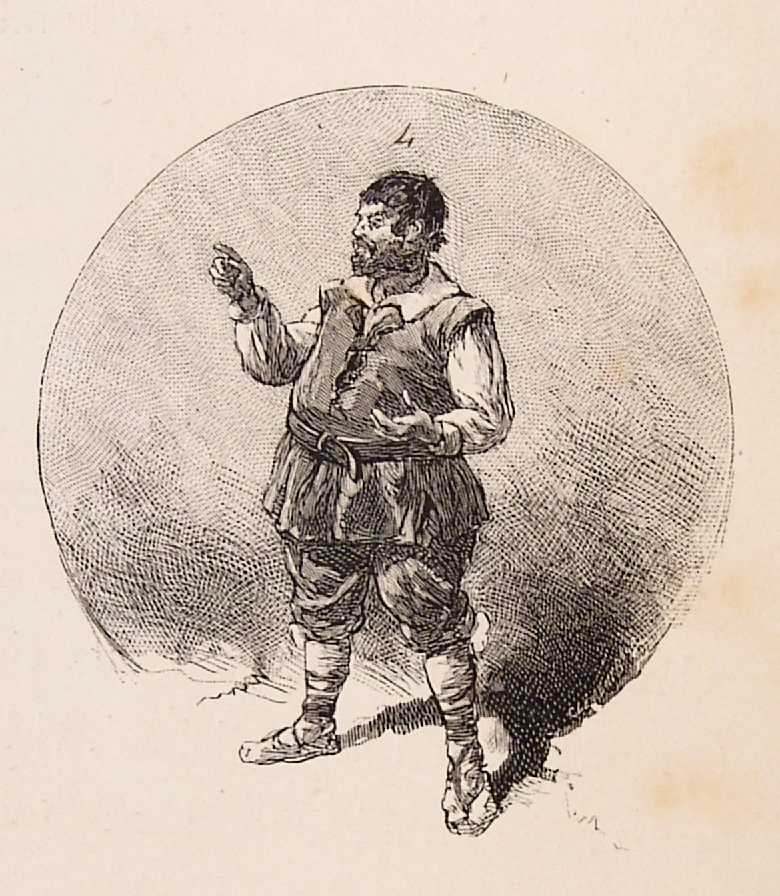
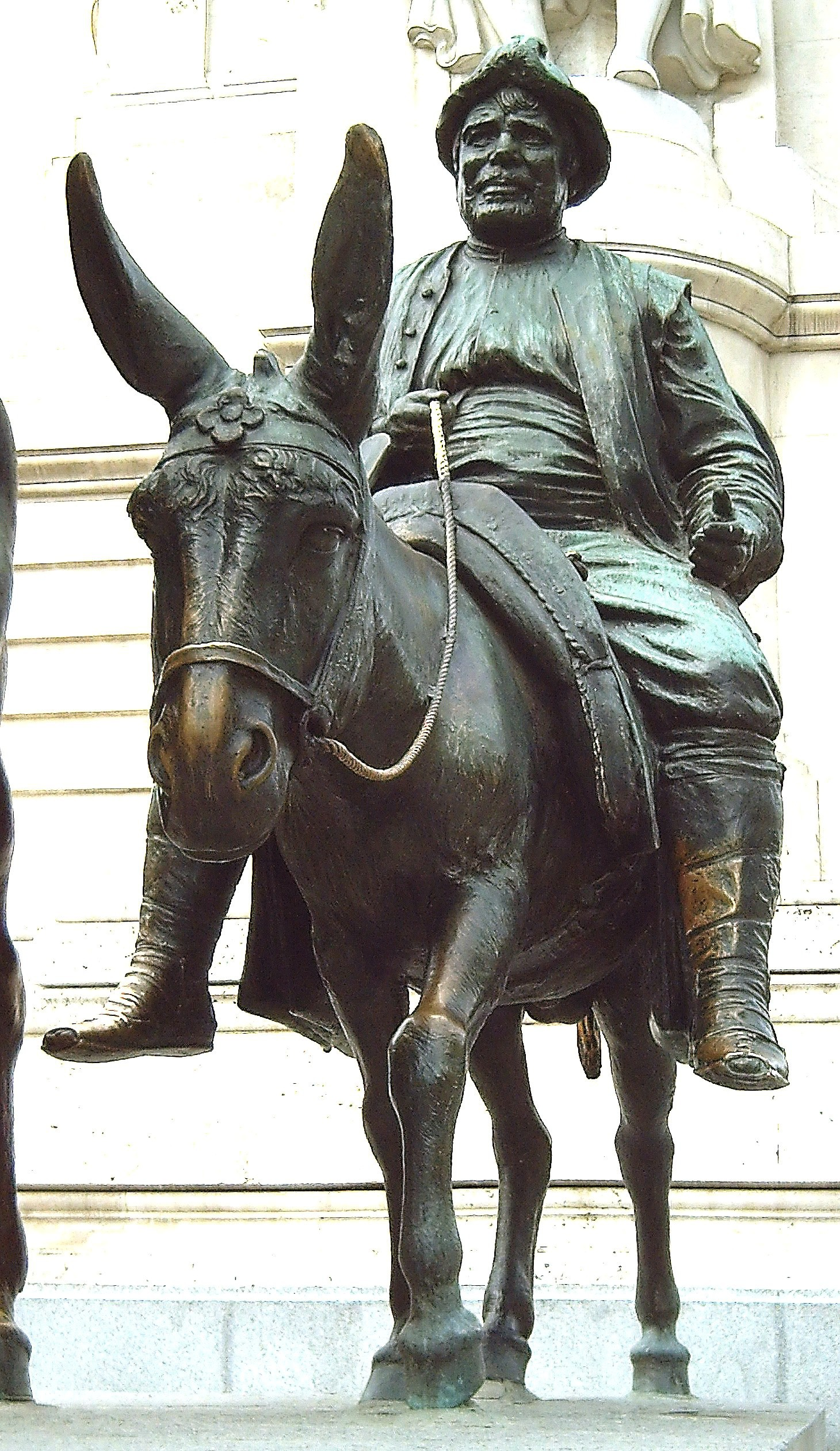
在馬德里的紀念雕像。

## 演員
- 1957年電影《唐吉訶德（英语：Don Quixote (1957 film)）》，由尤里·托卢别耶夫（英语：Yuri Tolubeyev）飾演[4]。
- 1972年電影《夢幻騎士》，由詹姆斯·可可（英语：James Coco）飾演[4]。
- 2007年動畫電影《唐吉訶德外傳》，由安祖·伯納佛特（英语：Andreu Buenafuente）配音[4]。
- 2015年電影《唐吉訶德（英语：Don Quixote (2015 film)）》，由霍拉提奥·桑斯（英语：Horatio Sanz）飾演[4]。